# 我是香港人連線

「我是香港人連線」提出的香港「國旗」，圖案類似現有的區旗，但代表中國的五顆星被移除。

我是香港人連線（英語：Hong Konger Front），是一個內容為主張香港獨立、倡議獨立意識的網頁，成立於2004年11月，認為「全民投票、獨立建國」是香港最終的理想。該網頁亦提倡香港應仿傚全球各地的反殖民化運動，舉行全民公決決定香港的未來。我是香港人連線的關係伙伴是香港李登輝之友會，倡導學習前中华民国總統李登輝的思想。

## 事件
「我是香港人連線」網頁於2004年11月1日註冊，其創立之際適逢香港立法會議員張超雄提案香港就普選爭議舉行全民公投，因此北京聲稱香港有人想搞「港獨」，北京並聲明香港若舉行公投，便是違反香港基本法。面對北京的指控，香港泛民主派一再澄稱香港沒有人在搞港獨。2004年11月中旬，香港報章以及美聯社報導「我是香港人連線」網站的出現。之後，2005年2月6日中新社發表評論員文章，指控我是香港人連線公然策動「香港獨立運動」，並煽動網民加入。中新社指控「我是香港人連線」網站公然貼出港獨的「理據」，稱「1997年是被中共吞併」；中國政府視香港為「殖民地」，指香港特區政府為「傀儡政府」；指責《內地與香港關於建立更緊密經貿關係的安排》是「加強吮吸香港經濟成果」；提出「香港國」將實行的政體以及國歌、國旗等代表獨立主權的符號；並聲稱要透過網絡運動發動輿論攻勢，讓「港獨」發芽，在時機成熟之時成立「香港國」。
有報章指出「港獨」在香港不成氣候，但有一些媒體卻大張旗鼓點名批判。

## 評論
有言論指「我是香港人連線」有關香港獨立建國的政治主張有可能因觸犯中國2005年3月14日第十屆全國人民代表大會第三次會議通過的《反分裂國家法》而須負上刑責。支持這一論據的人更認為：這種鼓吹香港「獨立」，「違法亂紀之組織，吾人必須以刑法觀點論斷，而不應訴諸言論自由或學術自由考量而縱容此等歪理之蔓延。」
另外有言論指：由於香港人普遍沒有「獨立意識」，所以即使北京方面和香港官方沒有對《我是香港人連線》網站發表任何帶批評性質之言論，其影響力亦非常有限。反而在他們大聲疾呼之下，間接為該網站作宣傳。亦有指本網只是中國政府官員發表「公投等同港獨」論後，網民為回應中國政府而設立之「惡搞」網站。網站內部份內容，有激烈如仿效孫中山之招兵買馬或甘地之不合作運動等不單從未發生過，而內裡部份內容，如「香港人口是由多元種族組成，香港永久居民除華人佔大多數，尚包括四個少數族裔，即孟加拉人，高加索人，印度人及巴基斯坦人」、其地圖中將中國大陸稱為「支那豬（無主地）」等。除倡導香港獨立運動外，該網頁亦鼓吹臺灣、東突厥斯坦、西藏、內蒙古、滿洲、廣東、福建以及吳越成為主權獨立的國家。

## 相關報道
- 2004年11月16日 美聯社  （页面存档备份，存于）
- 2005年2月6日 中新社
- 2005年2月7日 南華早報
- 2005年2月7日 蘋果新聞網  （页面存档备份，存于）
- 2005年2月7日 文匯報

## 關連項目
- 香港獨立運動
- 香港本土力量

## 外部連結
- 我是香港人連線 （页面存档备份，存于）網站及其香港獨立宣言 （页面存档备份，存于）